# Cristiano di Schleswig-Holstein
Cristiano di Schleswig-Holstein, il cui nome completo era Federico Cristiano Carlo Augusto (Augustenborg, 22 gennaio 1831 – Pall Mall, 28 ottobre 1917), è stato un principe tedesco minore che divenne un membro della famiglia reale britannica attraverso il suo matrimonio con la principessa Elena di Sassonia-Coburgo-Gotha, quinta figlia (e terza femmina) della regina Vittoria del Regno Unito e del principe consorte Alberto di Sassonia-Coburgo-Gotha.

## Biografia

### Giovinezza
Cristiano, nato nel 1831 ad Augustenborg, in Danimarca, era il secondo figlio maschio che raggiunse la maggiore età di Cristiano, duca di Schleswig-Holstein-Sonderburg-Augustenburg e della moglie, la Contessa Luisa Sofia di Danneskiold-Samsøe; Cristiano era discendente dalla dinastia degli Schleswig-Holstein-Sonderburg-Augustenburg e degli Oldenburg, che allora governava la Danimarca, infatti era nipote di Luisa Augusta, figlia del sovrano danese Cristiano VII, inoltre la madre apparteneva ad una delle famiglie più antiche di Danimarca.
Veniva quindi considerato forse il più danese fra i principi della sua generazione, tale fatto rappresentava grande speranze per i genitori di Cristiano che vedevano nei figli il possibile erede al trono di Danimarca, la quale al tempo stava soffrendo una grave crisi di successione. I genitori di Cristiano educarono però il fratello maggiore, Federico, per diventare un giorno il futuro sovrano danese, ma alla fine re Federico VII designò il principe Cristiano di Glücksburg, che nel 1863 divenne re Cristiano IX di Danimarca.
Nel 1848 il duca Cristiano capeggiò un movimento che proponeva di reagire con la forza alle pretese della Danimarca sui ducati di Schleswig e Holstein, quest'ultimo facente parte della Confederazione germanica, che erano possedimenti personali del sovrano di Danimarca. Durante la Prima guerra dello Schleswig, combattuta fra il 1848 ed il 1852, Cristiano servì nel neo-costituito esercito dello Schleswig-Holstein, ma successivamente lui e la sua famiglia furono costretti a fuggire di fronte all'avanzata delle truppe danesi.
Dopo la guerra, Cristiano frequentò l'Università di Bonn, dove divenne amico del Federico, principe della corona di Prussia, che in seguito sarebbe diventato imperatore Federico III di Germania.

### Matrimonio
Nel settembre 1865, Cristiano visitò la città tedesca di Coburgo dove incontrò la principessa Elena di Gran Bretagna, figlia della regina Vittoria e del principe Alberto di Sassonia-Coburgo-Gotha; La coppia si fidanzò nel dicembre dello stesso anno e la sovrana inglese diede il proprio consenso alle nozze alla condizione che i due vivessero nel Regno Unito. 

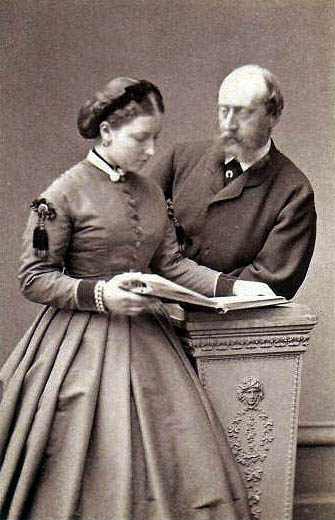
Cristiano ed Elena, nel 1865.

Cristiano ed Elena si sposarono il 5 luglio 1866, nella cappella privata del Castello di Windsor. Sette giorni prima del matrimonio, la Regina aveva garantito a Cristiano il trattamento di Altezza reale, il quale era però effettivo solo nel Regno Unito, ma non in Germania, dove, in quanto figlio del Duca di Augustenborg, era un Altezza serenissima. La coppia ebbe quattro figli:
- Cristiano Vittorio (1867 - 1900), principe di Schleswig-Holstein-Sonderburg-Augustenburg
- Alberto (1869 - 1931), duca titolare di Schleswig-Holstein
- Elena Vittoria (1872 - 1956), principessa di Schleswig-Holstein-Sonderburg-Augustenburg
- Maria Luisa (1872 - 1956), principessa di Anhalt
- Harald (1876 - 1876)
- Figlio nato morto (1877)

Cristiano ed Elena si stabilirono nella Frogmore House, nei presso del Castello di Windsor.  In seguito si trasferirono a Cumberland Lodge, nel Grande Parco di Windsor. Nel 1891 Cristiano perse un occhio, quando il cognato Arturo, duca di Connaught gli sparò accidentalmente durante una battuta di caccia a Sandringham.

### Anni successivi

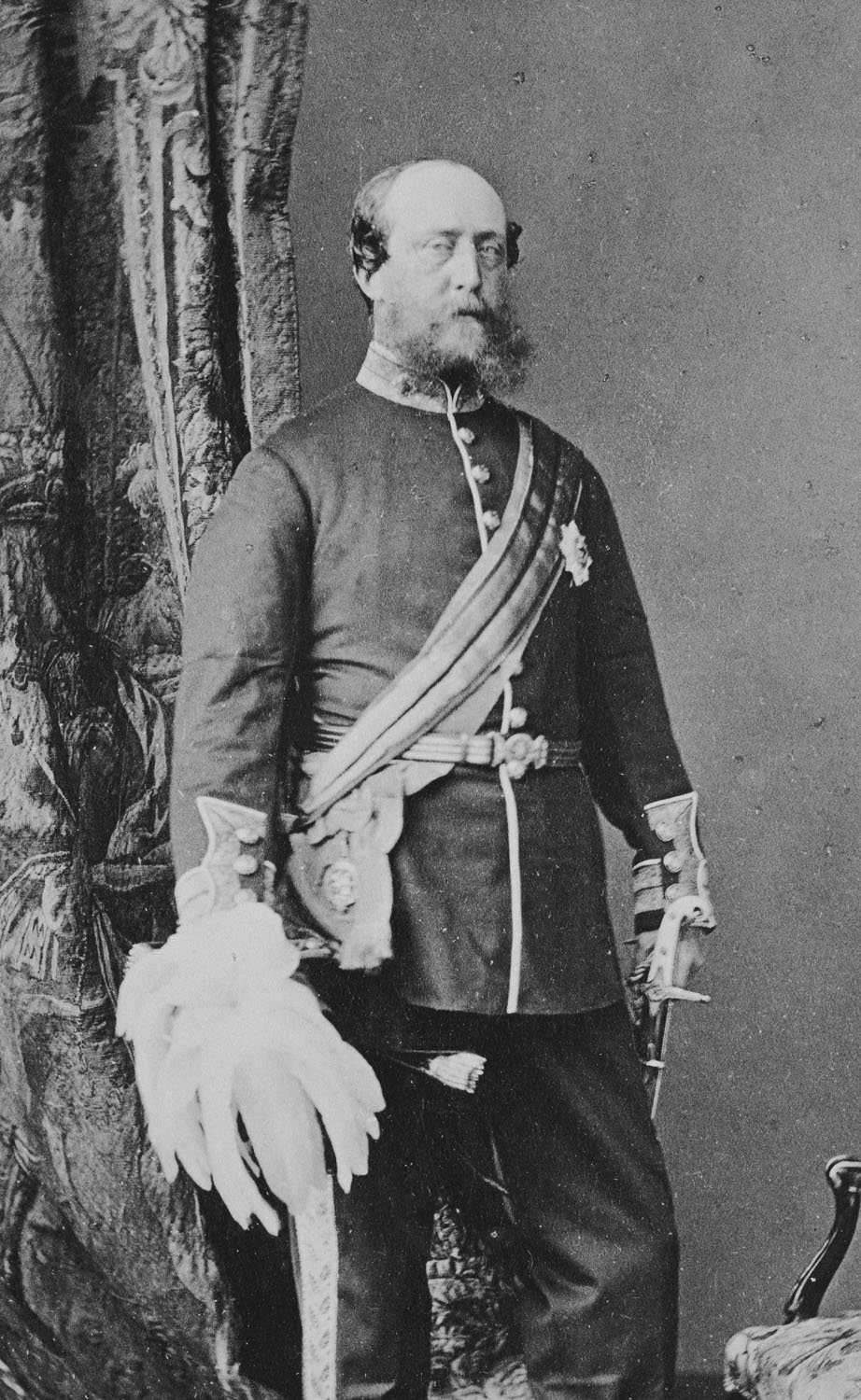
Cristiano in divisa di Maggior Generale del British Army.

Il principe Cristiano venne nominato Cavaliere dell'Ordine della Giarrettiera e membro del Consiglio Privato di Sua Maestà. Venne inoltre nominato Aiutante di Campo della Regina, nel 1899, nonché poi Maggiore generale del British Army nel luglio 1866. Nell'agosto 1874 venne promosso a Luogotenente generale e nel 1877 a Generale. Dal 1869 fino alla sua morte, Cristiano fu Colonnello onorario del 1º Battaglione Volontari, 2º Reggimento reale del Berkshire. In ogni caso, il Principe non detenne mai una posizione di comando sul campo.
Durante la Prima guerra mondiale, i forti sentimenti anti-tedeschi costrinsero la famiglia reale britannica a tagliare ogni collegamenti con la Germania, smettendo di utilizzare i titoli nobiliari e i cognomi tedeschi; nel 1917 re Giorgio V cambiò il nome della casa reale da Sassonia-Coburgo-Gotha a Windsor, rinunciando per sé stesso e per tutti gli altri discendenti della regina Vittoria tutti i gradi, trattamenti, dignità, titoli, onori e appellativi tedeschi. Cristiano ed Elena, come le loro figlie, abbandonarono la loro designazione di Schleswig-Holstein-Sonderburg-Augustenburg, venendo poi trattati quali le Loro Altezze Reali il Principe Cristiano, la Principessa Cristiano, la Principessa Maria Luisa e la Principessa Elena Vittoria.

### Morte

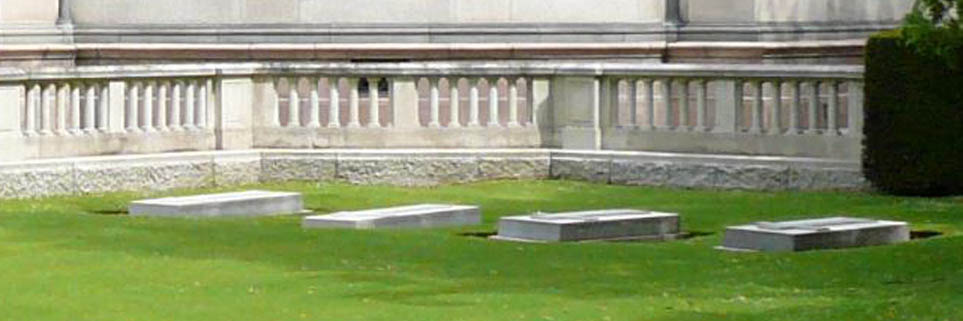
La tomba di Cristiano, Elena, delle figlie Elena Vittoria e Maria Luisa

Cristiano morì nella Schomberg House, a Pall Mall, nell'ottobre 1917, all'età di ottantasei anni. Venne tumulato nel cimitero reale di Frogmore, nel Grande Parco di Windsor.

## Titoli e trattamenti
- 22 gennaio 1831 - 1917; Sua Altezza Serenissima, il Principe Cristiano di Schleswig-Holstein
  - In Regno Unito, 28 luglio 1866 - 1917, Sua Altezza Reale, il Principe Cristiano di Schleswig-Holstein
- 1917 - 28 ottobre 1917, Sua Altezza Reale, il Principe Cristiano

## Ascendenza
|                                                                     |                                          |                                                                   | Genitori                                             |  |  | Nonni |  |  | Bisnonni                                                           |  |  | Trisnonni                                                         |  |
|                                                                     |                                          |                                                                   |                                                      |  |  |       |  |  | Federico Cristiano I di Schleswig-Holstein-Sonderburg-Augustenburg |  |  | Cristiano Augusto I di Schleswig-Holstein-Sonderburg-Augustenburg |  |
|                                                                     |                                          |                                                                   |                                                      |  |  |       |  |  | Federico Cristiano I di Schleswig-Holstein-Sonderburg-Augustenburg |  |  | Cristiano Augusto I di Schleswig-Holstein-Sonderburg-Augustenburg |  |
|                                                                     |                                          | Luisa Federica di Danneskiold-Samsøe                              |                                                      |  |  |       |  |  | Federico Cristiano I di Schleswig-Holstein-Sonderburg-Augustenburg |  |  |                                                                   |  |
| Federico Cristiano II di Schleswig-Holstein-Sonderburg-Augustenburg |                                          |                                                                   |                                                      |  |  |       |  |  | Federico Cristiano I di Schleswig-Holstein-Sonderburg-Augustenburg |  |  |                                                                   |  |
|                                                                     |                                          | Carlotta Amalia Guglielmina di Schleswig-Holstein-Sonderburg-Plön | Federico Carlo di Schleswig-Holstein-Sonderburg-Plön |  |  |       |  |  |                                                                    |  |  |                                                                   |  |
|                                                                     |                                          | Carlotta Amalia Guglielmina di Schleswig-Holstein-Sonderburg-Plön | Federico Carlo di Schleswig-Holstein-Sonderburg-Plön |  |  |       |  |  |                                                                    |  |  |                                                                   |  |
|                                                                     |                                          | Carlotta Amalia Guglielmina di Schleswig-Holstein-Sonderburg-Plön | Christine Armgard Reventlow                          |  |  |       |  |  |                                                                    |  |  |                                                                   |  |
| Cristiano di Schleswig-Holstein-Sonderburg-Augustenburg             |                                          | Carlotta Amalia Guglielmina di Schleswig-Holstein-Sonderburg-Plön |                                                      |  |  |       |  |  |                                                                    |  |  |                                                                   |  |
|                                                                     |                                          | Cristiano VII di Danimarca                                        | Federico V di Danimarca                              |  |  |       |  |  |                                                                    |  |  |                                                                   |  |
|                                                                     |                                          | Cristiano VII di Danimarca                                        | Federico V di Danimarca                              |  |  |       |  |  |                                                                    |  |  |                                                                   |  |
|                                                                     |                                          | Cristiano VII di Danimarca                                        | Luisa di Hannover                                    |  |  |       |  |  |                                                                    |  |  |                                                                   |  |
| Luisa Augusta di Danimarca                                          |                                          | Cristiano VII di Danimarca                                        |                                                      |  |  |       |  |  |                                                                    |  |  |                                                                   |  |
|                                                                     |                                          | Carolina Matilde di Hannover                                      | Federico, principe del Galles                        |  |  |       |  |  |                                                                    |  |  |                                                                   |  |
|                                                                     |                                          | Carolina Matilde di Hannover                                      | Federico, principe del Galles                        |  |  |       |  |  |                                                                    |  |  |                                                                   |  |
|                                                                     |                                          | Carolina Matilde di Hannover                                      | Augusta di Sassonia-Gotha-Altenburg                  |  |  |       |  |  |                                                                    |  |  |                                                                   |  |
| Cristiano di Schleswig-Holstein                                     |                                          | Carolina Matilde di Hannover                                      |                                                      |  |  |       |  |  |                                                                    |  |  |                                                                   |  |
|                                                                     | Frederik Christian di Danneskiold-Samsøe | …                                                                 |                                                      |  |  |       |  |  |                                                                    |  |  |                                                                   |  |
|                                                                     | Frederik Christian di Danneskiold-Samsøe | …                                                                 |                                                      |  |  |       |  |  |                                                                    |  |  |                                                                   |  |
|                                                                     | Frederik Christian di Danneskiold-Samsøe | …                                                                 |                                                      |  |  |       |  |  |                                                                    |  |  |                                                                   |  |
| Christian Conrad Sophus di Danneskiold-Samsøe                       | Frederik Christian di Danneskiold-Samsøe |                                                                   |                                                      |  |  |       |  |  |                                                                    |  |  |                                                                   |  |
|                                                                     |                                          | Nicoline Rosenkrantz                                              | …                                                    |  |  |       |  |  |                                                                    |  |  |                                                                   |  |
|                                                                     |                                          | Nicoline Rosenkrantz                                              | …                                                    |  |  |       |  |  |                                                                    |  |  |                                                                   |  |
|                                                                     |                                          | Nicoline Rosenkrantz                                              | …                                                    |  |  |       |  |  |                                                                    |  |  |                                                                   |  |
| Luisa Sofia di Danneskiold-Samsøe                                   |                                          | Nicoline Rosenkrantz                                              |                                                      |  |  |       |  |  |                                                                    |  |  |                                                                   |  |
|                                                                     |                                          | Fredrik Christian Kaas                                            | …                                                    |  |  |       |  |  |                                                                    |  |  |                                                                   |  |
|                                                                     |                                          | Fredrik Christian Kaas                                            | …                                                    |  |  |       |  |  |                                                                    |  |  |                                                                   |  |
|                                                                     |                                          | Fredrik Christian Kaas                                            | …                                                    |  |  |       |  |  |                                                                    |  |  |                                                                   |  |
| Johanne Henriette Valentine Kaas                                    |                                          | Fredrik Christian Kaas                                            |                                                      |  |  |       |  |  |                                                                    |  |  |                                                                   |  |
|                                                                     |                                          | Edele Sofie Sparre                                                | …                                                    |  |  |       |  |  |                                                                    |  |  |                                                                   |  |
|                                                                     |                                          | Edele Sofie Sparre                                                | …                                                    |  |  |       |  |  |                                                                    |  |  |                                                                   |  |
|                                                                     |                                          | Edele Sofie Sparre                                                | …                                                    |  |  |       |  |  |                                                                    |  |  |                                                                   |  |
|                                                                     |                                          | Edele Sofie Sparre                                                |                                                      |  |  |       |  |  |                                                                    |  |  |                                                                   |  |

## Onorificenze

### Onorificenze straniere
- Privato Consigliere